# Pierre Mores
Pierre Mores (Esch-sur-Alzette, 21 d'abril de 1950) és un polític i jurista luxemburguès. Va ser el president del Consell d'Estat de Luxemburg, càrrec que va exercir des del 2003 al 2007.
Va ser nomenat per al Consell d'Estat el 20 de març de 1990 en substitució d'Edmond Reuter. i nomenat Vicepresident del Consell el 14 de gener de 2000. Va substituir al càrrec de president a Marcel Sauber el 29 d'abril de 2003 fins al 30 de setembre de 2007, quan va ser reemplaçat per Alain Meyer.
En sortir d'aquest càrrec, va ser nomenat «Mariscal de la Cort», és a dir, Cap d'Estat Major del Cap de l'Estat, La seva Altesa Reial el Gran Duc de Luxemburg.

## Honors
- Comandant de l'Orde del Mèrit del Gran Ducat de Luxemburg (promoció 2000).[3]